# Municipio de Highland (condado de Clayton)
El municipio de Highland (en inglés: Highland Township) es un municipio ubicado en el condado de Clayton en el estado estadounidense de Iowa. En el año 2010 tenía una población de 216 habitantes y una densidad poblacional de 2,3 personas por km².

## Geografía
El municipio de Highland se encuentra ubicado en las coordenadas 42°50′48″N 91°33′29″O / 42.84667, -91.55806. Según la Oficina del Censo de los Estados Unidos, el municipio tiene una superficie total de 93.74 km², de la cual 93,72 km² corresponden a tierra firme y (0,01 %) 0,01 km² es agua.

## Demografía
Según el censo de 2010, había 216 personas residiendo en el municipio de Highland. La densidad de población era de 2,3 hab./km². De los 216 habitantes, el municipio de Highland estaba compuesto por el 98,15 % blancos, el 0,46 % eran afroamericanos y el 1,39 % eran de una mezcla de razas. Del total de la población el 0,46 % eran hispanos o latinos de cualquier raza.